# Liste der Großsteingräber in den Niederlanden
Die Liste der Großsteingräber in den Niederlanden umfasst alle bekannten Großsteingräber auf dem Gebiet der Niederlande. Erhalten sind noch 54 Gräber in den Provinzen Drenthe und Groningen, von denen eines in ein Museum umgesetzt wurde. Hinzu kommen 23 zerstörte Anlagen, über die gesicherte Erkenntnisse vorliegen und eine Anlage, deren Einordnung als Großsteingrab unsicher ist. Angaben zur Forschungsgeschichte, regionalen Verteilung und kulturellen Einordnung der Gräber finden sich im Artikel Megalithik in den Niederlanden.

## Liste der Gräber
- Nr.: Nennt die Nummer des Grabes nach dem von Albert Egges van Giffen etablierten System mit einem Großbuchstaben für die Provinz gefolgt von einer von Norden nach Süden aufsteigenden Nummer (sowie einem angehängten Kleinbuchstaben bei zerstörten Anlagen)
- Grab: Nennt die Bezeichnung des Grabes sowie gebräuchliche Alternativbezeichnungen
- Ort: Nennt die Gemeinde und ggf. den Ortsteil, in dem sich das Grab befindet
- Provinz: Nennt die Provinz, der die Gemeinde angehört
- Kammer: Unterscheidung verschiedener Grabkammertypen
  - Ganggrab: rechteckige, trapezförmige oder konvexe Grabkammer mit mindestens drei Wandsteinpaaren an den Langseiten und Zugang an einer Langseite
    - Ganggraf (Ganggrab): nach van Giffen nur jene Ganggräber mit einer steinernen Umfassung und einem Zugang an einer Langseite mit einem abgedeckten vorgelagerten Gang
    - Portaalgraf (Portalgrab): nach van Giffen ein Grab ohne steinerne Umfassung und einem Zugang an einer Langseite, dem ein Paar Gangsteine ohne Deckstein vorgelagert sind
    - Trapgraf (Treppengrab): nach van Giffen ein Grab ohne steinerne Umfassung und einem Zugang mit Treppenkonstruktion an einer Langseite
    - Langgraf (Langgrab): nach van Giffen ein Grab mit einem langen Hünenbett, das mehrere Kammern enthalten kann; diese Untertypen werden in neuerer Literatur nicht mehr verwendet, sämtliche Anlagen werden lediglich als Ganggräber geführt

  - Großdolmen: rechteckige Grabkammer mit mindestens sechs Wandsteinen an den Langseiten, drei Decksteinen und Zugang an einer Schmalseite
  - Steinkiste: kleine eingesenkte oder unterirdisch angelegte submegalithische Grabkammer
- Hügel: Unterscheidung verschiedener Hügelformen

### Erhaltene Gräber
| Nr. | Grab                                                                       | Ort                              | Provinz   | Kammer                   | Hügel                                      | Anmerkungen | Bild                              |
| --- | -------------------------------------------------------------------------- | -------------------------------- | --------- | ------------------------ | ------------------------------------------ | --- | --------------------------------- |
| D1  | Großsteingrab Steenbergen                                                  | Noordenveld, OT Steenbergen Lage | Drenthe   | Ganggrab (portaalgraf)   | unbekannt                                  | Restaurierungen 1953/54, 1965, 1993 und 1997 | Großsteingrab Steenbergen (D1)    |
| D2  | Großsteingrab Westervelde                                                  | Noordenveld, OT Westervelde Lage | Drenthe   | Ganggrab (portaalgraf)   | unbekannt                                  | Restaurierungen 1928, 1952 und 1965 | Großsteingrab Westervelde (D2)    |
| D3  | Großsteingrab Midlaren 1 („Hunenborg“)                                     | Tynaarlo, OT Midlaren Lage       | Drenthe   | Ganggrab (portaalgraf)   | unbekannt                                  | Hügelschüttung 1870 abgetragen | Midlaren 1 (D3)                   |
| D4  | Großsteingrab Midlaren 2 („Hunenborg“)                                     | Tynaarlo, OT Midlaren Lage       | Drenthe   | Ganggrab (portaalgraf)   | unbekannt                                  | Hügelschüttung 1870 abgetragen, Teilrestaurierung 1965 | Midlaren 2 (D4)                   |
| D5  | Ganggrab von Zeijen                                                        | Tynaarlo, OT Zeijen Lage         | Drenthe   | Ganggrab (ohne Gang)     | unbekannt                                  | Hügelschüttung zwischen 1847 und 1857 abgetragen, Restaurierung 1952, Grabung im Eingangsbereich 1965 | Großsteingrab Zeijen (D5)         |
| D6  | Großsteingrab Tynaarlo („Duvels Kutte“?)                                   | Tynaarlo, OT Tynaarlo Lage       | Drenthe   | Ganggrab (ohne Gang)     | unbekannt                                  | im 18. und 19. Jahrhundert beliebtes Motiv für Maler, nie ergraben oder restauriert | Großsteingrab Tynaarlo(D6)        |
| D7  | Großsteingrab Schipborg                                                    | Aa en Hunze, OT Schipborg Lage   | Drenthe   | Ganggrab (portaalgraf)   | unbekannt                                  | Restaurierung 1952 | Großsteingrab Anloo 1 (D7)        |
| D8  | Großsteingrab Anloo-Noord 1                                                | Aa en Hunze, OT Anloo Lage       | Drenthe   | Ganggrab (portaalgraf)   | unbekannt                                  | Restaurierungen zwischen 1848 und 1875 und 1952, kleinere Grabung 1965 | Großsteingrab Anloo 2 (D8)        |
| D9  | Großsteingrab Annen                                                        | Aa en Hunze, OT Annen Lage       | Drenthe   | Ganggrab (portaalgraf)   | unbekannt                                  | Hügelschüttung vor 1769 abgetragen, Grabung und Restaurierung 1952 | Großsteingrab Annen (D9)          |
| D10 | Großsteingrab Gasteren                                                     | Aa en Hunze, OT Gasteren Lage    | Drenthe   | vermutlich Ganggrab      | unbekannt                                  | Restaurierungen zwischen 1869 und 1878, 1952 und 1996 | Großsteingrab Gasteren (D10)      |
| D11 | Großsteingrab Anloo-Zuid                                                   | Aa en Hunze, OT Anloo Lage       | Drenthe   | Ganggrab (portaalgraf)   | unbekannt                                  | Restaurierung 1952 | Großsteingrab Anloo 3 (D11)       |
| D12 | Großsteingrab Eext-Es                                                      | Aa en Hunze, OT Eext Lage        | Drenthe   | Ganggrab (portaalgraf)   | unbekannt                                  | Grabung und Restaurierung 1952 | Großsteingrab Eext 1 (D12)        |
| D13 | Großsteingrab Eext (Treppengrab von Eext, „Eexter grafkelder“, „Stemberg“) | Aa en Hunze, OT Eext Lage        | Drenthe   | Ganggrab (trapgraf)      | unbekannt                                  | Der Eingang wies eine für die Niederlande einzigartige Treppenkonstruktion auf, Grabung 1756, unsachgemäße Restaurierung 1871, weitere Restaurierung 1905, weitere Grabungen 1927 und 1984 | Großsteingrab Eext 2 (D13)        |
| D14 | Großsteingrab Eexterhalte                                                  | Aa en Hunze, OT Eext Lage        | Drenthe   | Ganggrab (ganggraf)      | unbekannt                                  | unsachgemäße Restaurierung 1871, Grabung 1927, weitere Restaurierungen 1960, 1965 und 1996 | Großsteingrab Eext 3 (D14)        |
| D15 | Großsteingrab Loon                                                         | Assen, OT Loon Lage              | Drenthe   | Ganggrab (ganggraf)      | oval                                       | Grabungen 1809 und 1952, Raubgrabung im Eingangsbereich 1974, Restaurierungen 1870, 1952, 1965 und 1993 | Großsteingrab Loon (D15)          |
| D16 | Großsteingrab Balloo                                                       | Aa en Hunze, OT Balloo Lage      | Drenthe   | Ganggrab (portaalgraf)   | unbekannt (vermutlich oval)                | Restaurierungen 1952, 1954 und 1978 | Großsteingrab Balloo (D16)        |
| D17 | Großsteingrab Rolde 1                                                      | Aa en Hunze, OT Rolde Lage       | Drenthe   | Ganggrab (portaalgraf)   | unbekannt (vermutlich oval)                | Grabung 1706, Restaurierungen 1873, 1931, 1936, 1954, 1965 und 1993, 1936 und 1964 ergebnislose Suche nach Standlöchern von Umfassungssteinen | Großsteingrab Rolde 1 (D17)       |
| D18 | Großsteingrab Rolde 2                                                      | Aa en Hunze, OT Rolde Lage       | Drenthe   | Ganggrab (portaalgraf)   | unbekannt                                  | Restaurierungen 1873, 1931, 1936, 1954, 1965 und 1993, 1936 und 1964 ergebnislose Suche nach Standlöchern von Umfassungssteinen | Großsteingrab Rolde 2 (D18)       |
| D19 | Großsteingrab Drouwen 1                                                    | Borger-Odoorn, OT Drouwen Lage   | Drenthe   | Ganggrab (ganggraf)      | unbekannt                                  | Grabung 1912, Grabung und Restaurierung 1961/62, zahlreiche Funde, darunter Kupferfragmente | Großsteingrab Drouwen 1 (D19)     |
| D20 | Großsteingrab Drouwen 2                                                    | Borger-Odoorn, OT Drouwen Lage   | Drenthe   | Ganggrab (ganggraf)      | oval                                       | Grabung 1912, Grabung und Restaurierung 1961/62 | Großsteingrab Drouwen (D20)       |
| D21 | Großsteingrab Bronneger 1                                                  | Borger-Odoorn, OT Bronneger Lage | Drenthe   | Ganggrab (portaalgraf)   | unbekannt                                  | Grabung 1918 (über 600 Keramikgefäße entdeckt), Restaurierung 1960/61 | Großsteingrab Bronneger 1 (D21)   |
| D22 | Großsteingrab Bronneger 2                                                  | Borger-Odoorn, OT Bronneger Lage | Drenthe   | vermutlich Ganggrab      | unbekannt                                  | Grabung 1918, Restaurierung 1960/61 | Großsteingrab Bronneger 2 (D22)   |
| D23 | Großsteingrab Bronneger 3                                                  | Borger-Odoorn, OT Bronneger Lage | Drenthe   | vermutlich Ganggrab      | unbekannt                                  | Restaurierung 1960/61 | Großsteingrab Bronneger 3 (D23)   |
| D24 | Großsteingrab Bronneger 4                                                  | Borger-Odoorn, OT Bronneger Lage | Drenthe   | Ganggrab (portaalgraf)   | unbekannt                                  | Restaurierung 1960/61 | Großsteingrab Bronneger 4 (D24)   |
| D25 | Großsteingrab Bronneger 5                                                  | Borger-Odoorn, OT Bronneger Lage | Drenthe   | Ganggrab (ohne Gang)     | unbekannt                                  | Restaurierung 1960/61 | Großsteingrab Bronneger 5 (D25)   |
| D26 | Großsteingrab Drouwenerveld                                                | Borger-Odoorn, OT Drouwen Lage   | Drenthe   | Ganggrab (ganggraf)      | oval                                       | Umfassungsreste 1964/65 freigelegt, Grabung in der Kammer und Restaurierung des Grabes 1968–70 | Großsteingrab Drouwen 3 (D26)     |
| D27 | Großsteingrab Borger                                                       | Borger-Odoorn, OT Borger Lage    | Drenthe   | Ganggrab (ganggraf)      | unbekannt                                  | Großsteingrab mit der längsten Grabkammer in den Niederlanden (22,6 m), Grabung 1685 (damit erstes archäologisch untersuchtes Großsteingrab in den Niederlanden), Restaurierungen 1937 und 1992, erfolglose Suche nach Standlöchern von Umfassungssteinen 1938 und 2010, 2005 wurde neben dem Großsteingrab der Neubau des archäologischen Museums Hunebedcentrum eröffnet | Großsteingrab Borger 1 (D27)      |
| D28 | Großsteingrab Buinen-Noord                                                 | Borger-Odoorn, OT Borger Lage    | Drenthe   | Ganggrab (ohne Gang)     | unbekannt                                  | In Borger-Odoorn, außerhalb von Borger in Richtung OT Buinen gelegen, Grabung 1927, zahlreiche Funde, darunter zwei Kupferspiralen | Großsteingrab Borger 2 (D28)      |
| D29 | Großsteingrab Buinen-Zuid                                                  | Borger-Odoorn, OT Borger Lage    | Drenthe   | Ganggrab (portaalgraf)   | unbekannt                                  | In Borger-Odoorn, außerhalb von Borger in Richtung OT Buinen gelegen, Grabung 2023 | Großsteingrab Borger 3 (D29)      |
| D30 | Großsteingrab Exloo-Noord                                                  | Borger-Odoorn, OT Exloo Lage     | Drenthe   | Ganggrab (portaalgraf)   | unbekannt                                  | Grabung und Restaurierung 1918, erneute Grabung 1985, erneute Restaurierung 1992 | Großsteingrab Exloo 1 (D30)       |
| D31 | Großsteingrab Exloo-Zuid                                                   | Borger-Odoorn, OT Exloo Lage     | Drenthe   | Ganggrab (portaalgraf)   | unbekannt                                  | In Borger-Odoorn, außerhalb von Exloo in Richtung OT Valthe gelegen, Restaurierung 1952, Teilgrabung 1965 | Großsteingrab Exloo 2 (D31)       |
| D32 | Großsteingrab Odoorn                                                       | Borger-Odoorn, OT Odoorn Lage    | Drenthe   | Ganggrab (ohne Gang)     | unbekannt                                  | Restaurierungen 1953, 1958 und 1995, Teilgrabung 1958 (hierbei wurde vor dem Zugang zur Kammer ein Flachgrab der Trichterbecherkultur entdeckt) | Großsteingrab Odoorn 1 (D32)      |
| D34 | Großsteingrab Valthe-West                                                  | Borger-Odoorn, OT Odoorn Lage    | Drenthe   | Ganggrab (portaalgraf)   | unbekannt                                  | Grabung und Restaurierung 1952, Grabung 2021–22 | Großsteingrab Odoorn 2 (D34)      |
| D35 | Großsteingrab Valthe-Zuidwest                                              | Borger-Odoorn, OT Valthe Lage    | Drenthe   | Ganggrab (ohne Gang)     | unbekannt                                  | Restaurierung 1952 | Großsteingrab Valthe 1 (D35)      |
| D36 | Großsteingrab Valthe-Oost 2                                                | Borger-Odoorn, OT Valthe Lage    | Drenthe   | Ganggrab (portaalgraf)   | unbekannt                                  | Restaurierung 1952 | Großsteingrab Valthe 2 (D36)      |
| D37 | Großsteingrab Valthe-Oost 1                                                | Borger-Odoorn, OT Valthe Lage    | Drenthe   | Ganggrab (ohne Gang)     | unbekannt                                  | Restaurierung 1952 | Großsteingrab Valthe 3 (D37)      |
| D38 | Großsteingrab Emmerveld 1                                                  | Emmen Lage                       | Drenthe   | Ganggrab                 | unbekannt                                  | Restaurierung 1960 | Großsteingrab Emmen 1 (D38)       |
| D39 | Großsteingrab Emmerveld 2                                                  | Emmen Lage                       | Drenthe   | Ganggrab                 | unbekannt                                  | Grabungen 1925 und 1984, Restaurierung 1960 | Großsteingrab Emmen 2 (D39)       |
| D40 | Großsteingrab Emmerveld 3                                                  | Emmen Lage                       | Drenthe   | Ganggrab (portaalgraf)   | unbekannt                                  | Grabung 1918 und 1921, Restaurierung 1960 | Großsteingrab Emmen 3 (D40)       |
| D41 | Großsteingrab Emmen-Noord                                                  | Emmen Lage                       | Drenthe   | Ganggrab (ohne Gang)     | unbekannt                                  | Entdeckung und erste Grabung 1809, weitere Grabung 1960 | Großsteingrab Emmen 4 (D41)       |
| D42 | Großsteingrab Westenesch-Noord                                             | Emmen Lage                       | Drenthe   | Ganggrab (ganggraf)      | unbekannt                                  | einziges Großsteingrab der Niederlande mit drei Gangsteinpaaren, Restaurierung 1960, Grabung im Eingangsbereich 1965 | Großsteingrab Emmen 5 (D42)       |
| D43 | Großsteingrab Emmen-Schimmeres                                             | Emmen Lage                       | Drenthe   | Ganggrab (2×) (langgraf) | trapezförmig mit abgerundeten Schmalseiten | zwei Ganggräber in einem Hünenbett, größte Anlage in den Niederlanden (Gesamtlänge 40,3 m), unsachgemäße Restaurierung 1869, Grabungen 1913 und 1960, Restaurierungen 1960 und 1997 | Großsteingrab Emmen 6 (D43)       |
| D44 | Großsteingrab Westenesch                                                   | Emmen Lage                       | Drenthe   | unbekannt                | unbekannt                                  | Teilgrabung und Restaurierung 1961 | Großsteingrab Emmen 7 (D44)       |
| D45 | Großsteingrab Emmerdennen                                                  | Emmen Lage                       | Drenthe   | Ganggrab (ganggraf)      | oval                                       | unsachgemäße Restaurierung 1870, Grabung und Restaurierung 1957 | Großsteingrab Emmen 8 (D45)       |
| D46 | Großsteingrab Angelslo-Noord                                               | Emmen Lage                       | Drenthe   | Ganggrab (ohne Gang)     | unbekannt                                  | Grabung 1809 entweder hier oder bei Grab D47, Restaurierungen 1960 und 1997 | Großsteingrab Emmen 9 (D46)       |
| D47 | Großsteingrab Angelslo-Zuid                                                | Emmen Lage                       | Drenthe   | Ganggrab (ohne Gang)     | unbekannt                                  | Grabung 1809 entweder hier oder bei Grab D46, Grabungen und Restaurierungen 1960 und 1997 | Großsteingrab Emmen 10 (D47)      |
| D49 | De Papeloze Kerk oder (Großsteingrab Schoonoord)                           | Coevorden, OT Schoonoord Lage    | Drenthe   | Ganggrab (ganggraf)      | oval                                       | Grabungen 1938 und 1958, Restaurierung 1959 unter Verwendung der Steine von Grab D33, weitere Restaurierung 1996 | Großsteingrab Schoonoord (D49)    |
| D50 | Großsteingrab Noord-Sleen-Noord                                            | Coevorden, OT Noord-Sleen Lage   | Drenthe   | Ganggrab (ganggraf)      | oval                                       | Restaurierungen 1962 und 1998 | Großsteingrab Noord-Sleen 1 (D50) |
| D51 | Großsteingrab Noord-Sleen-Zuid                                             | Coevorden, OT Noord-Sleen Lage   | Drenthe   | Ganggrab (ganggraf)      | unbekannt                                  | Restaurierungen 1962 und 1998 | Großsteingrab Noord-Sleen 2 (D51) |
| D52 | Großsteingrab Diever                                                       | Westerveld, OT Diever Lage       | Drenthe   | Ganggrab (portaalgraf)   | unbekannt (vermutlich oval)                | Restaurierungen 1953 und 1995 | Großsteingrab Diever (D52)        |
| D53 | Großsteingrab Havelte 1                                                    | Westerveld, OT Havelte Lage      | Drenthe   | Ganggrab (ganggraf)      | unbekannt                                  | Grabung 1918 (Scherbenfunde von 665 Keramikgefäßen), im Zweiten Weltkrieg wurden die Steine entfernt um hier die Landebahn eines Flugplatzes zu errichten, nach dem Krieg wurden die Steine wieder an ihre ursprüngliche Position gesetzt, erneute Restaurierung 1991 | Großsteingrab Havelte 1 (D53)     |
| D54 | Großsteingrab Havelte 2                                                    | Westerveld, OT Havelte Lage      | Drenthe   | Ganggrab (ganggraf)      | unbekannt                                  | Restaurierungen 1955, 1966 und 1995 | Großsteingrab Havelte 2 (D54)     |
| G1  | Ganggrab von Noordlaren                                                    | Groningen, OT Noordlaren Lage    | Groningen | Ganggrab (portaalgraf)   | unbekannt                                  | Grabung 1957 | Großsteingrab Noordlaren (G1)     |

### Versetzte Gräber
| Nr. | Grab                           | Ort                          | Provinz   | Kammer     | Hügel     | Anmerkungen | Bild                                |
| --- | ------------------------------ | ---------------------------- | --------- | ---------- | --------- | --- | ----------------------------------- |
| G5  | Großsteingrab Heveskesklooster | Eemsdelta (Heveskesklooster) | Groningen | Großdolmen | unbekannt | 1982 ausgegraben und ins Museums-Aquarium in Delfzijl umgesetzt; neben dem Großsteingrab wurde später noch eine Steinkiste entdeckt. | Großsteingrab Heveskesklooster (G5) |

### Zerstörte Gräber
| Nr.  | Grab                                                                               | Ort                                      | Provinz    | Kammer                          | Hügel | Anmerkungen | Bild                               |
| ---- | ---------------------------------------------------------------------------------- | ---------------------------------------- | ---------- | ------------------------------- | ----- | --- | ---------------------------------- |
| D6a  | Großsteingrab Tynaarlo 2                                                           | Tynaarlo, OT Tynaarlo                    | Drenthe    | Ganggrab (ohne Gang)            |       | Grabung 1928, bei der benachbarten Fundstelle D6f handelte es sich nicht, wie ursprünglich vermutet, um ein weiteres Grab, sondern um Schutt aus Grab D6a |                                    |
| D8a  | Großsteingrab Anloo-Noord 2                                                        | Aa en Hunze, OT Anloo                    | Drenthe    | unbekannt (vermutlich Ganggrab) |       | 1992 entdeckt und oberflächlich untersucht |                                    |
| D8b  | Großsteingrab Anloo-Noord 3                                                        | Aa en Hunze, OT Anloo                    | Drenthe    | unbekannt (vermutlich Ganggrab) |       | 1992 entdeckt und oberflächlich untersucht |                                    |
| D13b | Großsteingrab Eext 4                                                               | Aa en Hunze, OT Eext                     | Drenthe    | Ganggrab oder Steinkiste        |       | |                                    |
| D13c | Großsteingrab Eext 5                                                               | Aa en Hunze, OT Eext                     | Drenthe    | Ganggrab oder Steinkiste        |       | |                                    |
| D32a | Großsteingrab Odoorn-Westeres                                                      | Borger-Odoorn, OT Odoorn Lage            | Drenthe    | unbekannt (vermutlich Ganggrab) |       | zwischen 1854 und 1869 zerstört, Reste 1983 untersucht |                                    |
| D32c | Großsteingrab Odoorn-Noorderveld 1                                                 | Borger-Odoorn, OT Odoorn Lage            | Drenthe    | unbekannt (vermutlich Ganggrab) |       | Reste 1984 untersucht |                                    |
| D32d | Großsteingrab Odoorn-Noorderveld 2                                                 | Borger-Odoorn, OT Odoorn Lage            | Drenthe    | unbekannt (vermutlich Ganggrab) |       | Reste 1984 untersucht |                                    |
| D33  | Großsteingrab Valthe-Valtherveld                                                   | Borger-Odoorn, OT Valthe Lage            | Drenthe    | unbekannt (vermutlich Ganggrab) |       | Grabung 1954, die Steine des stark gestörten Grabs wurden 1956 abtransportiert, um sie für die Restaurierung von Grab D49 zu verwenden                    |                                    |
| D35a | Großsteingrab Valthe-Valtherspaan                                                  | Borger-Odoorn, OT Valthe                 | Drenthe    | unbekannt (vermutlich Ganggrab) |       | in den 1870ern zerstört, Reste 1920 untersucht, eventuell zwei Gräber an diesem Ort                                                                       |                                    |
| D37a | Großsteingrab Weerdinge                                                            | Emmen, OT Weerdinge Lage                 | Drenthe    | Großsteingrab oder Steinkiste   |       | Reste 1925 und 1993 untersucht |                                    |
| D39a | Großsteingrab Emmerveld 4                                                          | Emmen                                    | Drenthe    | Großsteingrab oder Steinkiste   |       | Reste 1992 untersucht |                                    |
| D43a | Großsteingrab Emmer es                                                             | Emmen Lage                               | Drenthe    | unbekannt (vermutlich Ganggrab) |       | zwischen 1869 und 1871 zerstört, Reste 1968 wiederentdeckt und 1984 untersucht                                                                            |                                    |
| D44a | Großsteingrab Zaalhof                                                              | Emmen Lage                               | Drenthe    | unbekannt                       |       | Grabung 1846 |                                    |
| D52a | Großsteingrab Wapse (Großsteingrab Diever-Wapse, „Berkenheuvel“, „Pottiesbargien“) | Westerveld, OT Wapse Lage                | Drenthe    | Ganggrab                        |       | um 1735 zerstört, Reste 1929 und 1988 untersucht, Hügelschüttung restauriert                                                                              |                                    |
| D54a | Großsteingrab Spier                                                                | Midden-Drenthe, OT Spier Lage            | Drenthe    | unbekannt (vermutlich Ganggrab) |       | Reste 1921 entdeckt, Untersuchungen 1921, 1923 und 1949                                                                                                   |                                    |
| D54b | Großsteingrab Hooghalen 1                                                          | Midden-Drenthe, OT Hooghalen Lage        | Drenthe    | Ganggrab                        |       | Reste 1946 entdeckt und 1947 untersucht |                                    |
| D54c | Großsteingrab Hooghalen 2                                                          | Midden-Drenthe, OT Hooghalen Lage        | Drenthe    | unbekannt (vermutlich Ganggrab) |       | Reste 1946 entdeckt und 1947 untersucht |                                    |
| G2   | Großsteingrab Glimmen 1                                                            | Groningen, OT Glimmen Lage               | Groningen  | Ganggrab                        |       | Reste 1966 entdeckt und 1969/70 untersucht |                                    |
| G3   | Großsteingrab Glimmen 2                                                            | Groningen, OT Glimmen Lage               | Groningen  | Ganggrab                        |       | Reste 1966 entdeckt und 1971 untersucht | Großsteingrab Glimmen 2 (G3)       |
| G4   | Großsteingrab Onnen                                                                | Groningen, OT Onnen Lage                 | Groningen  | unbekannt                       |       | Standort lokalisiert, Oberflächenfunde in den 1960ern, geophysikalische Untersuchungen und Grabung 2011–2014                                              | Großsteingrab Onnen (G4)           |
| O1   | Großsteingrab Steenwijkerwold                                                      | Steenwijkerland, OT Steenwijkerwold Lage | Overijssel | unbekannt (vermutlich Ganggrab) |       | zerstört vermutlich in den 1840er Jahren; Grabung 1918 und 1985                                                                                           | Großsteingrab Steenwijkerwold (O!) |
| O2   | Großsteingrab Mander                                                               | Tubbergen, OT Mander Lage                | Overijssel | Ganggrab                        |       | Reste 1957 entdeckt, Grabungen 1957 und 1995 | Großsteingrab Mander (O2)          |

### Fragliche Großsteingräber
| Nr. | Grab                                        | Ort                          | Provinz | Kammer    | Hügel     | Anmerkungen                                       | Bild                    |
| --- | ------------------------------------------- | ---------------------------- | ------- | --------- | --------- | ------------------------------------------------- | ----------------------- |
| U1  | Stein von Lage Vuursche („De Vuursche Kei“) | Baarn, OT Lage Vuursche Lage | Utrecht | unbekannt | unbekannt | Möglicher Rest eines Großsteingrabs, Grabung 1851 | Stein von Lage Vuursche |

### Fälschlich als Großsteingräber klassifiziert
| Nr.  | Grab                            | Ort                                | Provinz   | Typ        | Anmerkungen | Bild                     |
| ---- | ------------------------------- | ---------------------------------- | --------- | ---------- | --- | ------------------------ |
| D13a | Steinkiste von Eexterhalte      | Aa en Hunze, OT Eext (Eexterhalte) | Drenthe   | Steinkiste | |                          |
| D31a | Steinkiste von Exloo-Zuiderveld | Borger-Odoorn, OT Exloo            | Drenthe   | Steinkiste | Entdeckt 1843, Untersuchung 1946, danach zerstört, Reste 1968 wiederentdeckt, Nachuntersuchung 1993, von van Giffen ursprünglich als Großsteingrab klassifiziert, von Lanting hingegen als Steinkiste                    |                          |
| D32b | –                               | Borger-Odoorn, OT Odoorn           | Drenthe   | –          | Nicht existent, angebliche Funde stammen aus D32d |                          |
| D48  | –                               | Emmen-Noordbarge                   | Drenthe   | –          | Ein einzelner Stein, unter dem van Giffen irrtümlich ein Großsteingrab vermutete |                          |
| –    | „Großsteingrab Nieuw-Dordrecht“ | Emmen-Nieuw-Dordrecht              | Drenthe   | –          | mehrere Steine, die bei ihrer Auffindung 1921 für mögliche Reste eines Großsteingrabs gehalten wurden. Eine Untersuchung im Jahr 2002 ergab, dass es sich um Bruchstücke eines einzelnen, sehr großen Findlings handelt. |                          |
| F1   | Steinkiste im Rijsterbos        | De Fryske Marren, OT Rijs          | Friesland | Steinkiste | 1849 entdeckt, untersucht und kurz darauf zerstört, Untersuchungen der Reste 1922 und 1996, Rekonstruktion 1958, von van Giffen ursprünglich als Großsteingrab klassifiziert, von Lanting hingegen als Steinkiste        | Steinkiste von Rijs (G1) |